# Lissonota nigricornis
Lissonota nigricornis är en stekelart som först beskrevs av Léon Abel Provancher 1873.  Lissonota nigricornis ingår i släktet Lissonota och familjen brokparasitsteklar. Inga underarter finns listade i Catalogue of Life.